# ألبرشت فليكنشتاين

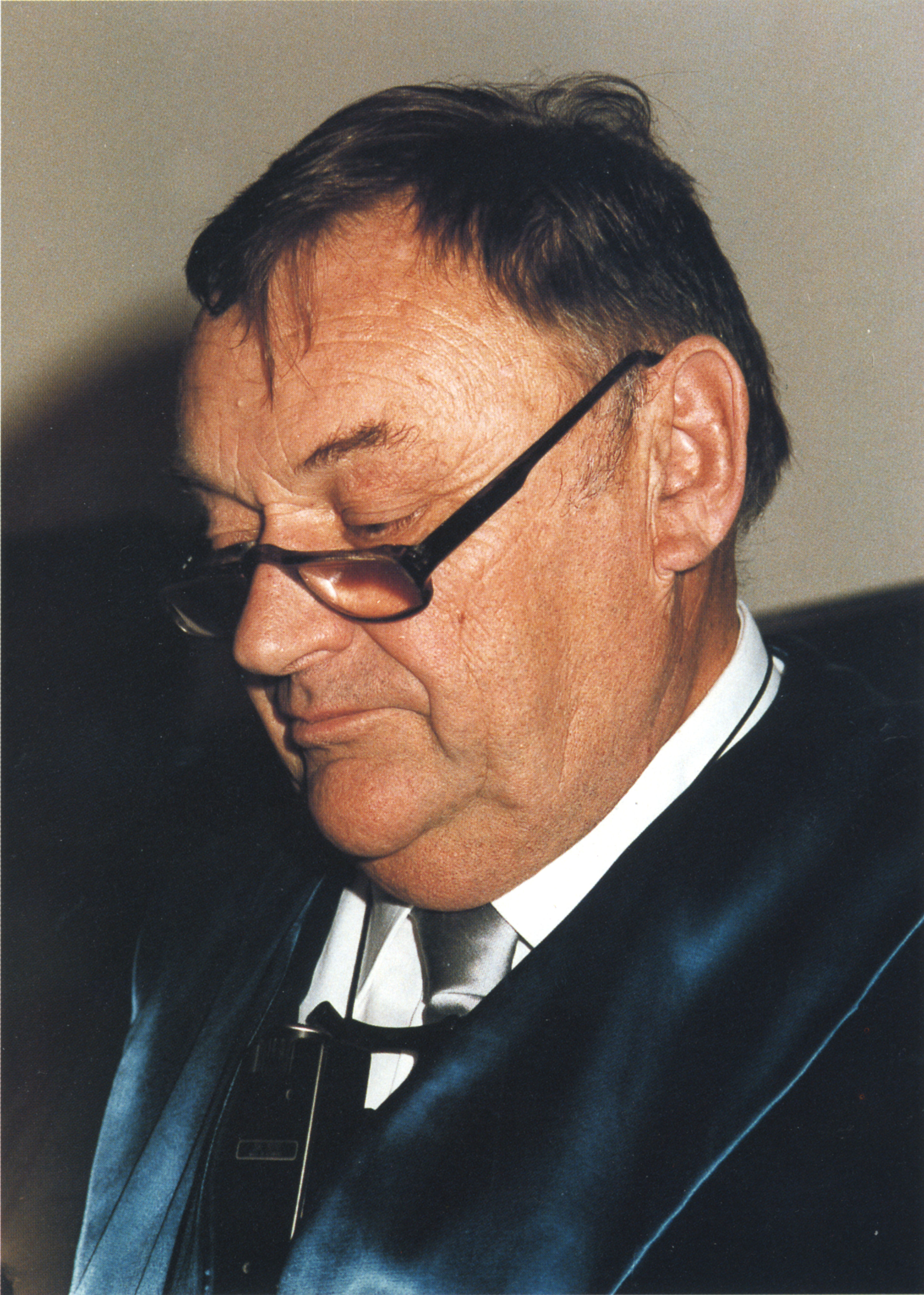
ألبرشت فليكنشتاين

ألبرشت فليكنشتاين (بالألمانية: Albrecht Fleckenstein) ـ (3 مارس 1917 ـ 4 أبريل 1992) هو عالم أدوية ووظائف أعضاء ألماني، اشتهر باكتشافه حاصرات قنوات الكالسيوم.

## حياته
ولد ألبرشت فليكنشتاين في أشافنبورغ في 3 مارس 1917، وتلقى تعليمه في فورتسبورغ وفيينا. وفي سنة 1964، نشر فليكنشتاين نتائج أبحاثه حول الأثر المثبط لعقاري برينيلامين وفيراباميل على عملية انقباض عضلي، وقد أدت هذه الأبحاث إلى اكتشافه حاصرات قنوات الكالسيوم.

## الجوائز والتكريم
- جائزة إرنست يونغ (1986)[4]
- جائزة ألبرت أينشتاين العالمية للعلوم (1991)

## روابط خارجية
- ألبرشت فليكنشتاين على موقع مونزينجر (الألمانية)